# Copa de Naciones de Ciclismo en Pista 2022
La Copa de Naciones de Ciclismo en Pista 2022 es la 1ª edición de la Copa de Naciones de Ciclismo en Pista, competición que organiza la Unión Ciclista Internacional, y que reemplaza a la Copa del Mundo de ciclismo en pista.

## Calendario
| Prueba | Fecha                     | Venue                                |
| ------ | ------------------------- | ------------------------------------ |
| 1      | 21 de abril - 24 de abril | Glasgow, Velódromo Sir Chris Hoy     |
| 2      | 12 de mayo - 15 de mayo   | Milton                               |
| 3      | 7 de julio - 10 de julio  | Cali, Velódromo Alcides Nieto Patiño |

## Resultados

### Glasgow

#### Competición masculina
| Evento                  | Oro                                                                      | Plata                                                              | Bronce                                                                             |
| ----------------------- | ------------------------------------------------------------------------ | ------------------------------------------------------------------ | ---------------------------------------------------------------------------------- |
| Velocidad individual    | Harrie Lavreysen · Países Bajos                                          | Matthew Richardson Australia                                       | Sébastien Vigier Francia                                                           |
| Velocidad por equipos   | Thomas Cornish Leigh Hoffman Matthew Richardson Australia                | Florian Grengbo Rayan Helal Sébastien Vigier Francia               | Roy van den Berg · Harrie Lavreysen · Tijmen van Loon · Sam Ligtlee · Países Bajos |
| Persecución individual  | Corentin Ermenault Francia                                               | Nicolas Heinrich · Alemania                                        | Charlie Tanfield Reino Unido                                                       |
| Persecución por equipos | Benjamin Thomas Thomas Denis Corentin Ermenault Eddy le Huitouze Francia | Ethan Vernon Oliver Wood Rhys Britton Charlie Tanfield Reino Unido | Tobias Hansen Rasmus Pedersen Carl-Frederik Bévort Robin Skivild Dinamarca         |
| 1 km contrarreloj       | Cristian David Ortega · Colombia                                         | Melvin Landerneau Francia                                          | Alejandro Martínez · España                                                        |
| Keirin                  | Harrie Lavreysen · Países Bajos                                          | Kevin Quintero · Colombia                                          | Matthew Richardson Australia                                                       |
| Ómnium                  | Oliver Wood Reino Unido                                                  | Sebastián Mora · España                                            | Fabio Van den Bossche · Bélgica                                                    |
| Eliminación             | Elia Viviani · Italia                                                    | Yoeri Havik · Países Bajos                                         | Tim Torn Teutenberg · Alemania                                                     |
| Madison                 | Thomas Boudat Benjamin Thomas Francia                                    | Shunsuke Imamura Kazushige Kuboki Japón                            | Michele Scartezzini · Simone Consonni · Italia                                     |

#### Competición femenina
| Evento                  | Oro                                                                                            | Plata                                                                        | Bronce                                                                                           |
| ----------------------- | ---------------------------------------------------------------------------------------------- | ---------------------------------------------------------------------------- | ------------------------------------------------------------------------------------------------ |
| Velocidad individual    | Kelsey Mitchell · Canadá                                                                       | Laurine van Riessen · Países Bajos                                           | Martha Bayona · Colombia                                                                         |
| Velocidad por equipos   | Kyra Lamberink · Steffie van der Peet · Hetty van de Wouw · Laurine van Riessen · Países Bajos | Lauriane Genest · Kelsey Mitchell · Sarah Orban · Canadá                     | Rhian Edmunds Emma Finucane Lowri Thomas Gales                                                   |
| Persecución individual  | Mieke Kröger · Alemania                                                                        | Franziska Brauße · Alemania                                                  | Josie Knight Reino Unido                                                                         |
| Persecución por equipos | Franziska Brauße · Lisa Klein · Mieke Kröger · Laura Süßemilch · Alemania                      | Katie Archibald Neah Evans Laura Kenny Josie Knight Megan Barker Reino Unido | Elisa Balsamo · Rachele Barbieri · Martina Alzini · Vittoria Guazzini · Chiara Consonni · Italia |
| 500 m contrarreloj      | Martha Bayona · Colombia                                                                       | Miriam Vece · Italia                                                         | Kyra Lamberink · Países Bajos                                                                    |
| Keirin                  | Mathilde Gros Francia                                                                          | Martha Bayona · Colombia                                                     | Lauriane Genest · Canadá                                                                         |
| Ómnium                  | Yumi Kajihara Japón                                                                            | Maike van der Duin · Países Bajos                                            | Lotte Kopecky · Bélgica                                                                          |
| Eliminación             | Yumi Kajihara Japón                                                                            | Valentine Fortin Francia                                                     | Ally Wollaston Nueva Zelanda                                                                     |
| Madison                 | Marion Borras Valentine Fortin Francia                                                         | Elisa Balsamo · Vittoria Guazzini · Italia                                   | Amalie Dideriksen Julie Leth Dinamarca                                                           |

### Milton

#### Competición masculina
| Evento                  | Oro                                                                                | Plata                                                                                            | Bronce                                                                                              |
| ----------------------- | ---------------------------------------------------------------------------------- | ------------------------------------------------------------------------------------------------ | --------------------------------------------------------------------------------------------------- |
| Velocidad individual    | Matthew Richardson Australia                                                       | Jeffrey Hoogland · Países Bajos                                                                  | Jack Carlin Reino Unido                                                                             |
| Velocidad por equipos   | Roy van den Berg · Jeffrey Hoogland · Sam Ligtlee · Tijmen van Loon · Países Bajos | Liu Qi Luo Yongjia Zhou Yu China                                                                 | Stefan Bötticher · Marc Jurczyk · Paul Schippert · Alemania                                         |
| Persecución individual  | Nicolas Heinrich · Alemania                                                        | Tobias Buck-Gramcko · Alemania                                                                   | James Moriarty Australia                                                                            |
| Persecución por equipos | Graeme Frislie James Moriarty Josh Duffy Conor Leahy Australia                     | Davide Plebani · Carloalberto Giordani · Stefano Moro · Mattia Pinazzi · Davide Boscaro · Italia | Tobias Buck-Gramcko · Nicolas Heinrich · Leon Rohde · Domenic Weinstein · Theo Reinhardt · Alemania |
| 1 km contrarreloj       | Xue Chenxi China                                                                   | Nick Kergozou Nueva Zelanda                                                                      | Santiago Ramírez · Colombia                                                                         |
| Keirin                  | Kevin Quintero · Colombia                                                          | Matthew Richardson Australia                                                                     | Stefan Bötticher · Alemania                                                                         |
| Ómnium                  | Ethan Hayter Reino Unido                                                           | Gavin Hoover Estados Unidos                                                                      | Jan-Willem van Schip · Países Bajos                                                                 |
| Eliminación             | Jules Hesters · Bélgica                                                            | Yoeri Havik · Países Bajos                                                                       | Gavin Hoover Estados Unidos                                                                         |
| Madison                 | Yoeri Havik · Jan-Willem van Schip · Países Bajos                                  | Ethan Hayter Rhys Britton Reino Unido                                                            | Theo Reinhardt · Tim Tom Teutenberg · Alemania                                                      |
| Scratch                 | Rhys Britton Reino Unido                                                           | Erik Martorell · España                                                                          | Mattia Pinazzi · Italia                                                                             |

#### Competición femenina
| Evento                  | Oro                                                                                             | Plata                                                                                          | Bronce                                                                     |
| ----------------------- | ----------------------------------------------------------------------------------------------- | ---------------------------------------------------------------------------------------------- | -------------------------------------------------------------------------- |
| Velocidad individual    | Emma Hinze · Alemania                                                                           | Kelsey Mitchell · Países Bajos                                                                 | Martha Bayona · Colombia                                                   |
| Velocidad por equipos   | Lea Friedrich · Pauline Grabosch · Emma Hinze · Alemania                                        | Kyra Lamberink · Hetty van de Wouw · Laurine van Riessen · Steffie van der Peet · Países Bajos | Lauriane Genest · Kelsey Mitchell · Sarah Orban · Jackie Boyle · Canadá    |
| Persecución individual  | Maeve Plouffe Australia                                                                         | Vittoria Bussi · Italia                                                                        | Silvia Zanardi · Italia                                                    |
| Persecución por equipos | Elisa Balsamo · Silvia Zanardi · Chiara Consonni · Martina Fidanza · Barbara Guarischi · Italia | Sophie Edwards Alyssa Polites Chloe Moran Maeve Plouffe Amber Pate Australia                   | Jennifer Valente Lily Williams Megan Jastrab Shayna Powless Estados Unidos |
| 500 m contrarreloj      | Kristina Clonan Australia                                                                       | Pauline Grabosch · Alemania                                                                    | Miriam Vece · Italia                                                       |
| Keirin                  | Kelsey Mitchell · Canadá                                                                        | Mina Sato Japón                                                                                | Lauriane Genest · Canadá                                                   |
| Ómnium                  | Elisa Balsamo · Italia                                                                          | Jennifer Valente Estados Unidos                                                                | Alexandra Manly Australia                                                  |
| Eliminación             | Jennifer Valente Estados Unidos                                                                 | Silvia Zanardi · Italia                                                                        | Sophie Lewis Reino Unido                                                   |
| Madison                 | Elisa Balsamo · Chiara Consonni · Italia                                                        | Alexandra Manly Chloe Moran Australia                                                          | Mia Griffin Alice Sharpe Irlanda                                           |
| Scratch                 | Martina Fidanza · Italia                                                                        | Lonneke Uneken · Países Bajos                                                                  | Lily Williams Estados Unidos                                               |

### Cali

#### Competición masculina
| Evento                  | Oro                                                                                              | Plata                                                            | Bronce                                                               |
| ----------------------- | ------------------------------------------------------------------------------------------------ | ---------------------------------------------------------------- | -------------------------------------------------------------------- |
| Velocidad individual    | Nicholas Paul Trinidad y Tobago                                                                  | Harrie Lavreysen · Países Bajos                                  | Jeffrey Hoogland · Países Bajos                                      |
| Velocidad por equipos   | Lu Jiachen Xue Chenxi Zhou Yu China                                                              | Cristián Ortega · Kevin Quintero · Santiago Ramírez · Colombia   | Carlos Echeverri · Rubén Murillo · Juan Ochoa · Colombia             |
| Persecución individual  | Jonathan Milan · Italia                                                                          | Davide Plebani · Italia                                          | Cheng Tingzhuang China                                               |
| Persecución por equipos | Francesco Lamon · Michele Scartezzini · Liam Bertazzo · Jonathan Milan · Davide Plebani · Italia | Yang Yang Jiang Zhihui Qiu Zhentao Sun Haijiao Zhang Haiao China | Juan Arango · Jordan Parra · Bryan Gómez · Brayan Sánchez · Colombia |
| 1 km contrarreloj       | Maximilian Dornbach · Alemania                                                                   | Santiago Ramírez · Colombia                                      | Melvin Landerneau Francia                                            |
| Keirin                  | Nicholas Paul Trinidad y Tobago                                                                  | Jai Angsuthasawit Tailandia                                      | Sam Dakin Nueva Zelanda                                              |
| Ómnium                  | Matteo Donega · Italia                                                                           | Bernard Benyamin van Aert Indonesia                              | Juan Arango · Colombia                                               |
| Eliminación             | Akil Campbell Trinidad y Tobago                                                                  | Michele Scartezzini · Italia                                     | Jordan Parra · Colombia                                              |
| Madison                 | Francesco Lamon · Michele Scartezzini · Italia                                                   | Ricardo Pena · Jorge Peyrot · México                             | Juan Arango · Jordan Parra · Colombia                                |

#### Competición femenina
| Evento                  | Oro                                                               | Plata                                                                                        | Bronce                                                                          |
| ----------------------- | ----------------------------------------------------------------- | -------------------------------------------------------------------------------------------- | ------------------------------------------------------------------------------- |
| Velocidad individual    | Mathilde Gros Francia                                             | Martha Bayona · Colombia                                                                     | Ellesse Andrews Nueva Zelanda                                                   |
| Velocidad por equipos   | Guo Yufang Yuan Liying Zhang Linyin China                         | Shanne Braspennincx · Hetty van de Wouw · Laurine van Riessen · Países Bajos                 | Mathilde Gros Marie Kouame Julie Michaux Francia                                |
| Persecución individual  | Letizia Paternoster · Italia                                      | Samantha Donnelly Nueva Zelanda                                                              | Wang Susu China                                                                 |
| Persecución por equipos | Huang Zhilin Wang Susu Wang Xiaoyue Zhang Hongjie Liu Jiali China | Michaela Drummond Ella Wyllie Samantha Donnelly Emily Shearman Prudence Fowler Nueva Zelanda | Mariana Herrera · Serika Guluma · Jennifer Sánchez · Camila Valbuena · Colombia |
| 500 m contrarreloj      | Martha Bayona · Colombia                                          | Guo Yufang China                                                                             | Yuan Liying China                                                               |
| Keirin                  | Martha Bayona · Colombia                                          | Ellesse Andrews Nueva Zelanda                                                                | Shanne Braspennincx · Países Bajos                                              |
| Ómnium                  | Jennifer Valente Estados Unidos                                   | Victoria Velasco · México                                                                    | Liu Jiali China                                                                 |
| Eliminación             | Jennifer Valente Estados Unidos                                   | Letizia Paternoster · Italia                                                                 | Yareli Acevedo · México                                                         |
| Madison                 | Colleen Gulick Jennifer Valente Estados Unidos                    | Francesca Selva · Letizia Paternoster · Italia                                               | Michaela Drummond Ella Wyllie Nueva Zelanda                                     |

## Medallero por países
| Núm. | País              | Oro | Plata | Bronce | Total |
| ---- | ----------------- | --- | ----- | ------ | ----- |
| 1    | Italia            | 10  | 9     | 5      | 24    |
| 2    | Alemania          | 6   | 4     | 5      | 15    |
| 3    | Francia           | 6   | 3     | 3      | 12    |
| 4    | Países Bajos      | 5   | 10    | 5      | 20    |
| 5    | Colombia          | 5   | 5     | 9      | 19    |
| 6    | Australia         | 5   | 4     | 3      | 12    |
| 7    | China             | 4   | 3     | 4      | 11    |
| 8    | Estados Unidos    | 4   | 2     | 3      | 9     |
| 9    | Reino Unido       | 3   | 3     | 4      | 10    |
| 10   | Trinidad y Tobago | 3   | 0     | 0      | 3     |
| 11   | Japón             | 2   | 2     | 0      | 4     |
| 12   | Canadá            | 2   | 1     | 3      | 6     |
| 13   | Bélgica           | 1   | 0     | 2      | 3     |
| 14   | Nueva Zelanda     | 0   | 4     | 4      | 8     |
| 15   | España            | 0   | 2     | 1      | 3     |
| 15   | México            | 0   | 2     | 1      | 3     |
| 17   | Tailandia         | 0   | 1     | 0      | 1     |
| 17   | Indonesia         | 0   | 1     | 0      | 1     |
| 19   | Dinamarca         | 0   | 0     | 2      | 2     |
| 20   | Gales             | 0   | 0     | 1      | 1     |
| 20   | Irlanda           | 0   | 0     | 1      | 1     |
|      | TOTAL             | 56  | 56    | 56     | 168   |